# Richmondshire
Richmondshire – dawny dystrykt niemetropolitalny w hrabstwie North Yorkshire w Anglii. Utworzony 1 kwietnia 1974, zlikwidowany 1 kwietnia 2023; włączony do nowo utworzonej jednostki typu unitary authority North Yorkshire.

## Miasta
- Hawes
- Leyburn
- Middleham
- Richmond

## Inne miejscowości
Agglethorpe, Akebar, Aldbrough St John, Angram, Appersett, Arkle Town, Arrathorne, Askrigg, Atley Hill, Aysgarth, Bainbridge, Barden, Barton, Bellerby, Bolton-on-Swale, Booze, Braidley, Brokes, Brompton-on-Swale, Burtersett, Caldbergh, Caldbergh with East Scrafton, Caldwell, Carlton Highdale, Carlton, Carperby, Castle Bolton, Catterick Bridge, Catterick, Cleasby, Cliffe, Colburn, Constable Burton, Countersett, Coverham, Crackpot, Croft-on-Tees, Cubeck, Dalton Gates, Dalton, Dalton-on-Tees, Downholme, Easby, East Appleton, East Layton, East Scrafton, East Witton, Ellerton-on-Swale, Eppleby, Eryholme, Eskeleth, Feetham, Finghall, Forcett, Forest, Fremington, Garriston, Gayle, Gayles, Gilling West, Grinton, Gunnerside, Hardraw, Harmby, Hartforth, Hauxwell, Healaugh, Helwith, High Ellington, Hipswell, Hornby, Horsehouse, Hudswell, Hunton, Hurst, Hutton Hang, Ivelet, Kearton, Keld, Kirby Hill, Langthwaite, Low Ellington, Low Row, Manfield, Marrick, Marsett, Marske, Melmerby, Melsonby, Middleton Tyas, Moulton End, Moulton, Muker, Newbiggin (Askrigg), Newbiggin (wieś), Newsham, Newton Morrell, Newton-le-Willows, North Cowton, Patrick Brompton, Preston-under-Scar, Ravensworth, Redmire, Reeth, Satron, Scorton, Scotton, Sedbusk, Simonstone, Skeeby, Skelton, Spennithorne, Stainton, Stalling Busk, Stanwick St John, Stapleton, Swinithwaite, Thoralby, Thornton Rust, Thornton Steward, Thwaite, Tunstall, Uckerby, Walden Head, Walden, Washfold, Wensley, West Burton, West Layton, West Scrafton, West Stonesdale, West Witton, Whashton, Whaw, Woodale, Woodhall, Worton.